# 棘头副叶鰕虎鱼
棘头副叶鰕虎鱼（学名：Paragobiodon echinocephalus）为鰕虎鱼科副叶鰕虎鱼属的鱼类，俗名副叶虎鱼。分布于红海、印度洋非洲东南岸至太平洋中部土阿莫土群岛、北至日本以及西沙群岛、海南岛等，属于暖水性近岸鱼类。其常栖息于珊瑚丛中。该物种的模式产地在马萨瓦、红海。